# Gurrë
Gurrë là một xã trong quận Mat thuộc hạt Dibër, Albania. Dân số năm 2005 là 4365 người.